# Параболичке координате
Параболички координатни систем у две димензије има координатне линије представљене конфокалним параболама. У три димензије параболичке координате се добијају ротирањем дводимензионалнога система око оси симетрије парабола.

## Дводимензионалне параболичке координате
У дводимензионалном систему параболичке координате {\displaystyle (\sigma ,\;\tau )} одређене су са:
{\displaystyle x=\sigma \tau ,}
{\displaystyle y={\frac {1}{2}}(\tau ^{2}-\sigma ^{2}).}
Криве константнога {\displaystyle \sigma } обликују конфокалне параболе:
{\displaystyle 2y={\frac {x^{2}}{\sigma ^{2}}}-\sigma ^{2}}
које су отворене нагоре. С друге стране криве константнога {\displaystyle \tau } обликују конфокалне параболе:
{\displaystyle 2y=-{\frac {x^{2}}{\tau ^{2}}}+\tau ^{2}}
које су отворене надоле. Фолуси обе параболе су у исходишту.

### Ламеови коефицијенти
Ламеови коефицијенти параболичких координата су:
{\displaystyle H_{\sigma }=H_{\tau }={\sqrt {\sigma ^{2}+\tau ^{2}}}.}
Елементи површине су:
{\displaystyle dS=(\sigma ^{2}+\tau ^{2})\,d\sigma \,d\tau ,}
а Лапласијан је:
{\displaystyle \Delta \Phi ={\frac {1}{\sigma ^{2}+\tau ^{2}}}\left({\frac {\partial ^{2}\Phi }{\partial \sigma ^{2}}}+{\frac {\partial ^{2}\Phi }{\partial \tau ^{2}}}\right).}

## Тродимензионалне параболичке координате
Постоје два облика тродимензионалних параболичких координата. Према једној верзији параболе се ротирају око своје оси симетрије, па је трансформација координата:
{\displaystyle x=\sigma \tau \cos \varphi }
{\displaystyle y=\sigma \tau \sin \varphi }
{\displaystyle z={\frac {1}{2}}\left(\tau ^{2}-\sigma ^{2}\right)}
Ос параболопоида слаже се са {\displaystyle z} оси, а азимутални угао {\displaystyle \phi } је дефинисан као:
{\displaystyle \tan \varphi ={\frac {y}{x}}}
Површи константнога {\displaystyle \sigma } чине конфокалне параболоиде:
{\displaystyle 2z={\frac {x^{2}+y^{2}}{\sigma ^{2}}}-\sigma ^{2}}
који су отворени нагоре. Површи константнога {\displaystyle \tau } чине конфокалне параболоиде:
{\displaystyle 2z=-{\frac {x^{2}+y^{2}}{\tau ^{2}}}+\tau ^{2}}
који су отворени надоле.
Риманов метрички тензор тога координатнога система је:
{\displaystyle g_{ij}={\begin{bmatrix}\sigma ^{2}+\tau ^{2}&0&0\\0&\sigma ^{2}+\tau ^{2}&0\\0&0&\sigma ^{2}\tau ^{2}\end{bmatrix}}}

### Ламеови коефицијенти
Ламеови коефицијенти параболичких координата у тродимензионалном простору су:
{\displaystyle H_{\sigma }={\sqrt {\sigma ^{2}+\tau ^{2}}},}
{\displaystyle H_{\tau }={\sqrt {\sigma ^{2}+\tau ^{2}}},}
{\displaystyle H_{\varphi }=\sigma \tau .}
Инфинитезимална запремина је онда дана са:
{\displaystyle dV=h_{\sigma }h_{\tau }h_{\varphi }=\sigma \tau (\sigma ^{2}+\tau ^{2})\,d\sigma \,d\tau \,d\varphi ,}
а Лапласијан је
{\displaystyle \nabla ^{2}\Phi ={\frac {1}{\sigma ^{2}+\tau ^{2}}}\left[{\frac {1}{\sigma }}{\frac {\partial }{\partial \sigma }}\left(\sigma {\frac {\partial \Phi }{\partial \sigma }}\right)+{\frac {1}{\tau }}{\frac {\partial }{\partial \tau }}\left(\tau {\frac {\partial \Phi }{\partial \tau }}\right)\right]+{\frac {1}{\sigma ^{2}\tau ^{2}}}{\frac {\partial ^{2}\Phi }{\partial \varphi ^{2}}}.}

## Друга верзија тродимензионалних параболичких координата
{\displaystyle {\begin{cases}x={\sqrt {\xi \eta }}\cos \varphi ,\\y={\sqrt {\xi \eta }}\sin \varphi ,\\z={\dfrac {1}{2}}(\xi -\eta ).\end{cases}}}
Ламеови коефицијенти су онда:
{\displaystyle {\begin{matrix}H_{\xi }={\frac {\sqrt {\xi +\eta }}{2{\sqrt {\xi }}}}\\H_{\eta }={\frac {\sqrt {\xi +\eta }}{2{\sqrt {\eta }}}}\\H_{\varphi }={\sqrt {\eta \xi }}\end{matrix}}}.
Инфинитезимална запремина је онда дана са:
{\displaystyle dV={\frac {\xi +\eta }{4}}\,d\xi \,d\eta \,d\varphi ,}
а Лапласијан је
{\displaystyle \nabla ^{2}\Phi ={\frac {4}{\xi +\eta }}\left[{\frac {\partial }{\partial \xi }}\left(\xi {\frac {\partial \Phi }{\partial \xi }}\right)+{\frac {\partial }{\partial \eta }}\left(\eta {\frac {\partial \Phi }{\partial \eta }}\right)\right]+{\frac {1}{\xi \eta }}{\frac {\partial ^{2}\Phi }{\partial \varphi ^{2}}}.}